# Луг (Курская область)
Луг — хутор в Пристенском районе Курской области, наряду с селом Нагольное, хутором Ржавчик и хутором Мокренький входит в состав Нагольненского сельского совета, является при этом его административным центром. Население 195 чел. (2010) .

## История
Законом Курской области от 26 апреля 2010 года № 26-ЗКО «О преобразовании некоторых муниципальных образований и внесении изменений в отдельные законодательные акты Курской области» хутор из упразднённого Луговского сельсовета переведён в состав Нагольненского сельского совета.

## География
Стоит у реки Ржава.

## Население
| 2002 | 2010 |
| ---- | ---- |
| 290  | ↘195 |

## Инфраструктура
```
Асфальтированная дорога, соединяющая х.Луг с п.Озёрки и х.Ржавчик. Просёлочные дороги. Мост через речку Ржава. Частично имеется водопровод. Хутор газифицирован. Также на территории Луг находится Луговская Общеобразовательная школа.
```